# Stizocera caymanensis
Stizocera caymanensis là một loài bọ cánh cứng trong họ Cerambycidae.